# Vole au Vent
Die Vole au Vent ist ein 2013 als Vidar auf der Crist-Werft gebautes Errichterschiff.

## Geschichte
Das Schiff wurde auf der Crist-Werft im polnischen Gdingen für die Hochtief Solutions AG gebaut und von der Klassifikationsgesellschaft DNV GL klassifiziert. Es wurde am 12. Dezember 2013 in Bremerhaven auf den Namen Vidar getauft und unter deutscher Flagge in Fahrt gebracht.
Als Hochtief sich aus dem Offshore-Bereich zurückzog, wurde das Schiff Mitte 2015 an die Jan de Nul Group verkauft. Der neue Name des Schiffes wurde Vole au Vent. Die Taufe fand am 28. April 2016 in Ostende statt. Die Jan de Nul Group brachte das Schiff unter die Flagge Luxemburgs.

## Technische Daten
Das rund 140 Meter lange und rund 41 Meter breite Schiff hat eine Seitenhöhe von 9,5 Meter. Die freie Decksfläche für die Ladung beträgt 3.100 m² und ist ausgelegt für eine spezifische Deckslast von 15 t/m². Die Vole au Vent hat eine Zuladung von bis zu 6.500 t. Es sind Kabinen für insgesamt 90 Personen vorhanden.
Das dieselelektrisch angetriebene Schiff hat eine installierte E-Leistung von 24.000 kW. Für die Stromerzeugung stehen sechs MaK-Caterpillar-Dieselgeneratoren (Typ 8M32C) zur Verfügung. Weiterhin verfügt das Schiff über ein Caterpillar-Notstromaggregat mit 700 kW Nennleistung. 
Die Nenngeschwindigkeit beträgt 10,2 Knoten, möglich sind maximal 12 Knoten.

## Ausstattung
Die vier Hubbeine für den Einsatz bis 50 Meter Tiefe sind 90 m lang und haben einen Durchmesser von 4,8 m. Unten an den Beinen befinden sich als „Spud Cans“ bezeichnete Füße mit einer Fläche von jeweils 125 m². Das Hubsystem verfügt über eine Hubkraft von 24.000 t bei einer maximalen Hubgeschwindigkeit von 0,83 m/min. Das Schiff hat als weitere Ausstattung zwei Moonpools mit einem Durchmesser von 0,9 m.
Der Hauptkran, ein Offshore-Kran vom Typ Liebherr CAL 45000 1200 Litronic ist für eine Tragkraft von 1.200 t bei 27,5 m Auslegung ausgelegt. Der Ausleger des Krans ist insgesamt 108 Meter lang.

## Galerie

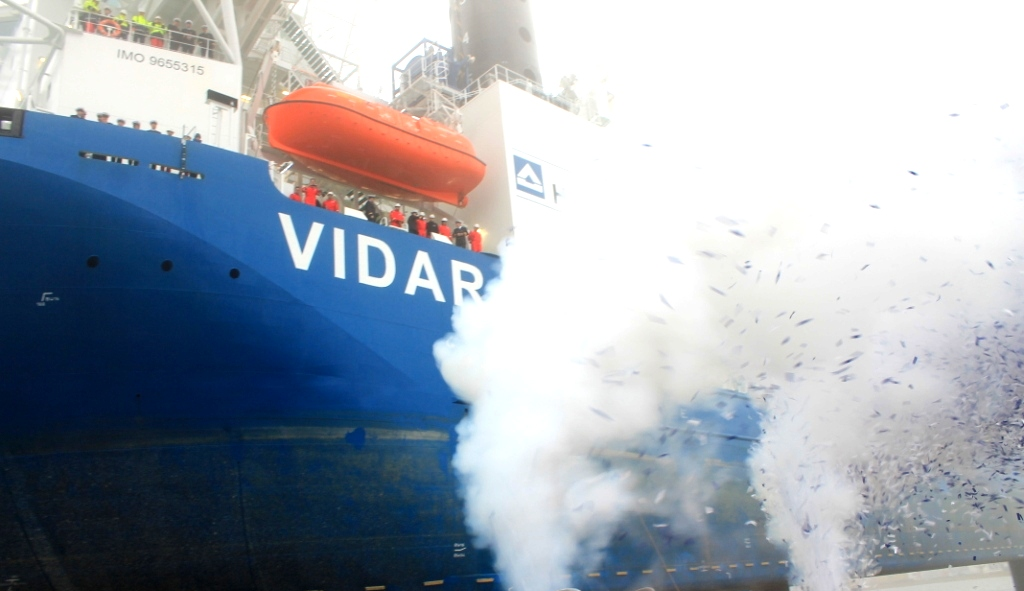
Taufe der Vidar am 12. Dezember 2013 in Bremerhaven
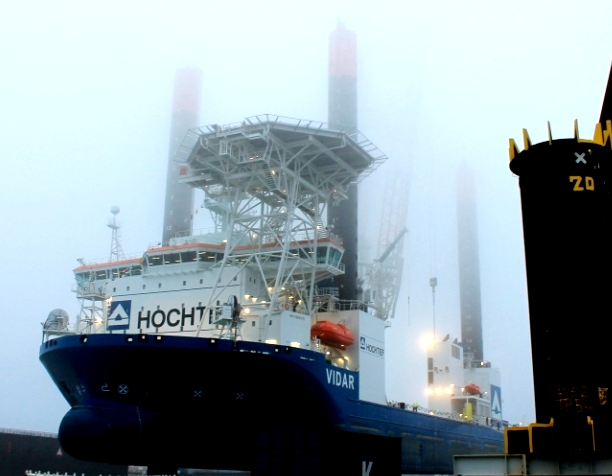
Vidar am Tag der Taufe aufgejackt in Bremerhaven
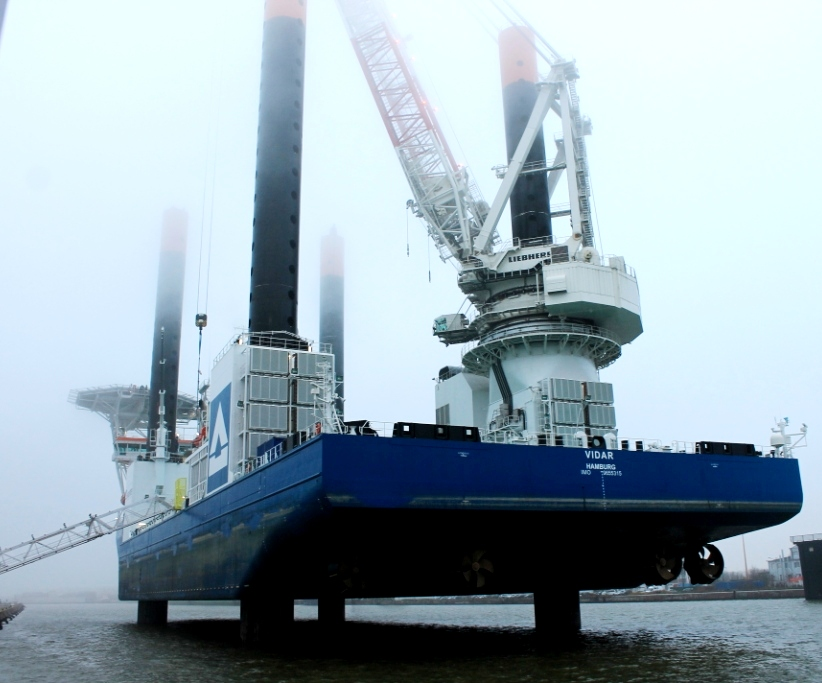
Vidar am 12. Dezember 2013 in Bremerhaven
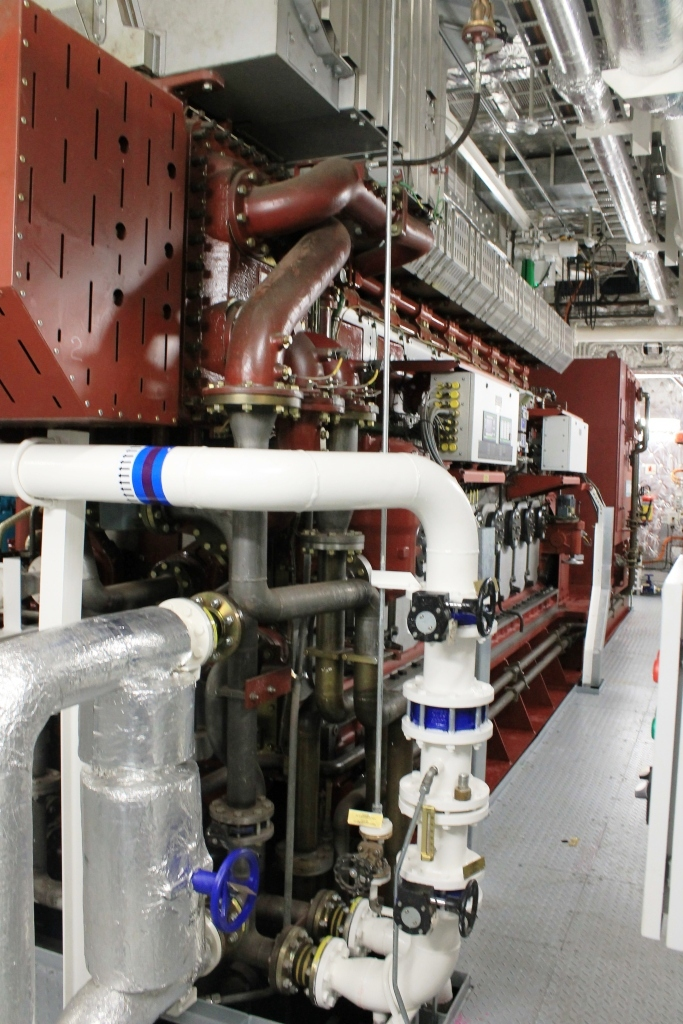
Maschinenraum, einer der sechs Dieselgeneratoren
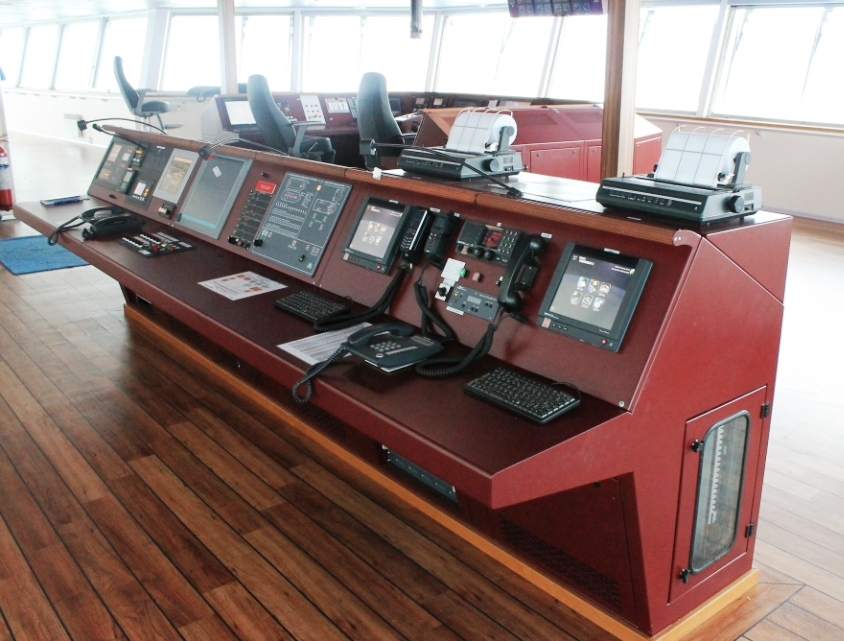
Auf der Brücke
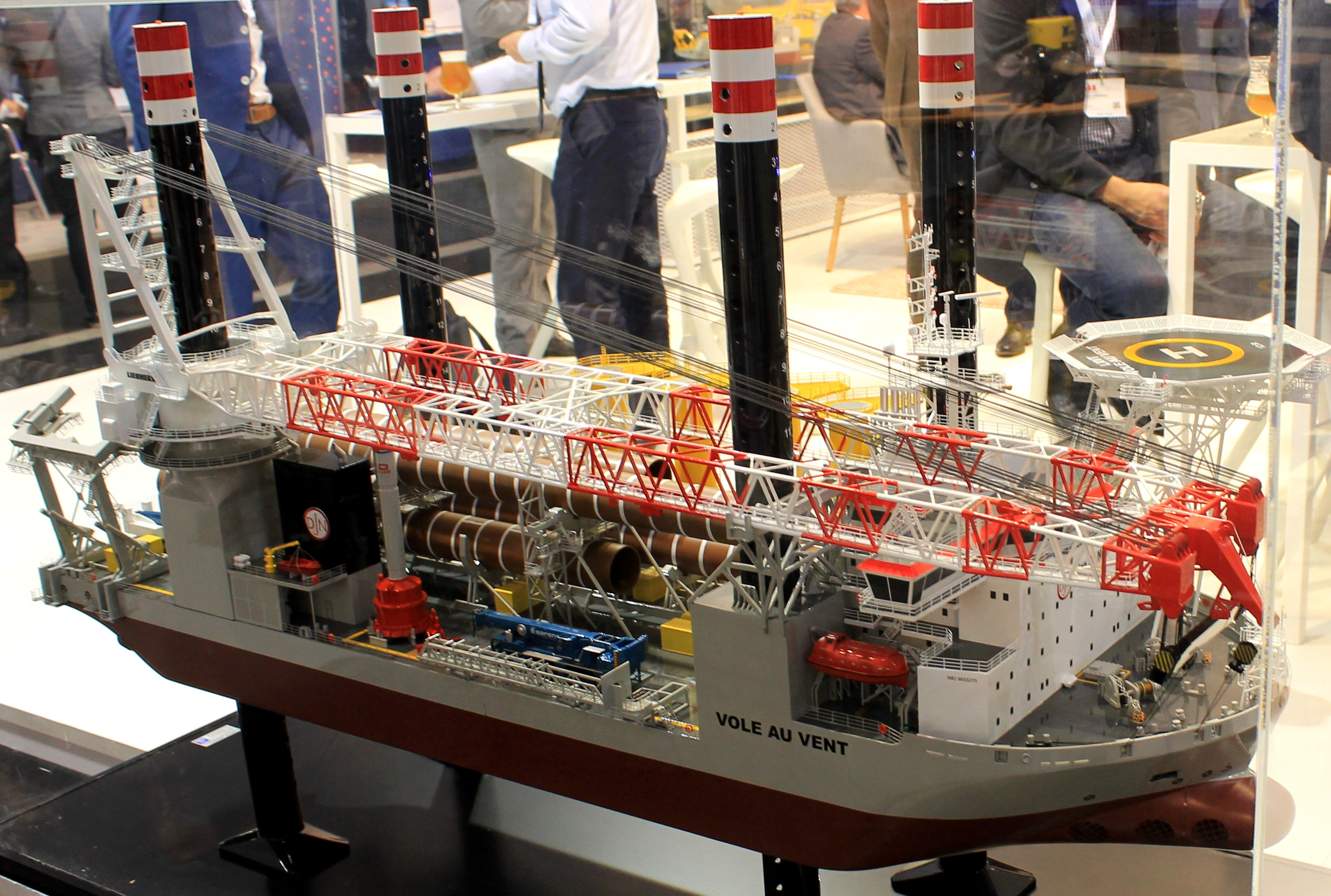
Modell des Schiffs